# Rari Nantes Torino
La Rari Nantes Torino è una società che si interessa di sport acquatici, con sede a Torino.

## Origine del nome
Il nome è dovuto alla celebre locuzione latina "Rari Nantes In Gurgite Vasto", presente nell'Eneide di Virgilio.

## Storia
È la prima società di nuoto in Italia, fondata a Torino nel 1899 dal colonnello Nino Vaudano, pioniere delle competizioni in acqua, che assieme ai dirigenti del neonato circolo, organizza cimenti invernali e prime gare in piscina, fino ad allora una rarità in Italia.
Nel 1907, otto anni dopo la sua fondazione, si svolge il primo grande evento targato Rari Nantes Torino: la "Traversata del Po", realizzata in collaborazione con la Gazzetta dello Sport.
Nel periodo fascista le attività subiscono uno stop, ma la società viene rifondata nel 1947 grazie a Guido Gallo e Carlo Venafro. Arrivano i primi risultati, con la convocazione in Nazionale di Maria Zambrini e la vittoria del campionato di serie A femminile, nel 1955.
Lo stesso anno l'ex nuotatore Giorgio D'Imperio arriva alla guida della società. Con lui comincia una nuova stagione: aumentano gli allenamenti e viene data maggiore attenzione alla tecnica, prendendo spunto dal resto del mondo. Grazie all'interessamento della Rari Nantes alcune corsie della piscina comunale vengono riservate agli agonisti. È il momento in cui la cultura del nuoto prende piede a Torino, con la diffusione dei corsi per bambini.
In questo clima, nel 1968, arriva la svolta. Il Comune dà il via libera ai lavori per la costruzione della prima piscina riservata agli atleti, a patto che una società se ne accolli le spese. La Rari Nantes accetta subito la sfida, seguita, in seconda battuta, da Centro Nuoto Torino e Libertas Dino Rora. L'"Olimpica", gestita dai tre gruppi, sarà il punto di riferimento dell'agonismo torinese dal 1970 al 2004.
Nel 1971 ha ottenuto dal CONI la stella d'oro al merito sportivo.
Negli anni successivi la Rari Nantes si espande sul territorio. Prima acquisisce l'impianto del Gerbido a Grugliasco, poi quelli di Pianezza e del Parco Sempione (la vasca coperta, inattiva da oltre un quindicennio, viene quasi del tutto ricostruita). Nel 1999, anno del centenario, la Rari Nantes ottiene la gestione della piscina di Carmagnola, incrementando attività agonistica e corsi di nuoto, ed iniziando a distinguersi anche per le attività di fitness.
Il nuovo millennio segna i primi cento anni di storia e l'inizio del periodo d'oro della Rari Nantes Torino. I tecnici Claudio Rossetto e Fulvio Albanese allenano una squadra ricca di talenti, capaci di dir la loro a livello mondiale. Il 7 novembre 2012 scompare quest'ultimo, ormai divenuto colonna portante della società.
Il 19 dicembre 2017 a Roma ha ottenuto dal CONI il Collare d'oro al merito sportivo.

## Piscine
La Rari Nantes Torino è attualmente proprietaria di due piscine a Torino:
- Sempione
- Sospello

E sei in provincia:
- Grugliasco
- Collegno
- Pianezza
- Carmagnola
- Borgaro
- Moncalieri